# Tresetište (jezero u Srbiji)
Tresetište, jezerce je u autonomnoj pokrajini Vojvodini, u Srbiji.

## Zemljopis
Nalazi se u Bačkoj, 4 km od Palića u Subotičko-horgoškoj pješčari, nekih stotinjak metara od granice s Mađarskom. 
Pruža se u pravcu sjeverozapad-jugoistok. Dužine je 400 m, a širine 110 m. Prosječne je dubine od 2 do 2,6 m.
Približni zemljopisni položaj je 46° 8' 55" sjeverne zemljopisne širine i 19° 45' 20" istočne zemljopisne dužine.

## Povijest
Jezero je nastalo umjetnim putom. 
1960-ih se ispitivanjima otkrilo kako se ispod močvare i trave nalaze tresetne naslage. Nakon iskopavanja i eksploatacije, nastala je jama koju je ispunila voda iz podzemnih voda te je tako nastalo jezerce. Formirale su se i plaže koje su bile pogodne za kupače te je tako postalo mjestom za odmor i razonodu.
Neko vrijeme nakon toga Tresetište bivalo je sve zapuštenijim i sve manje omiljenim odredištem. 2000-ih preuzelo ga je društvo "Šaran" s Palića koje ga je preuredilo.

## Flora i fauna
U Tresetištu žive šarani, somovi, štuke i ostale riječne ribe.

## Gospodarstvo
2003. godine otvoreno je za turizam. Njime danas upravlja ribolovačko društvo "Šaran".
Danas je poznato po natjecanjima u športskom ribolovu po metodi "Uhvati, slikaj, pusti".

## Vanjske poveznice
- (srp.) Tresetište  Arhivirana inačica izvorne stranice od 18. listopada 2009. (Wayback Machine)
- (srp.) Mapa  Arhivirana inačica izvorne stranice od 17. listopada 2009. (Wayback Machine)
- (srp.) ISTN ISTN - Reke koje spajaju